# Las crónicas de Narnia: el príncipe Caspian
The Chronicles of Narnia: Prince Caspian —Las Crónicas de Narnia: El Príncipe Caspian en España— es una película de alta fantasía de 2008 dirigida por Andrew Adamson, quien coescribió el guion con Christopher Markus y Stephen McFeely, basada en la novela de 1951 El Príncipe Caspian, producida por Walt Disney Pictures y Walden Media. Publicada la segunda y cuarta novela cronológica de la serie de libros infantiles Las Crónicas de Narnia de CS Lewis. La secuela de Las Crónicas de Narnia: El león, la bruja y el armario (2005), es la segunda entrega de la serie de películas Las Crónicas de Narnia.
William Moseley, Anna Popplewell, Skandar Keynes, Georgie Henley, Liam Neeson y Tilda Swinton repiten sus papeles de la película anterior, mientras que el nuevo reparto incluye a Ben Barnes, Sergio Castellitto, Peter Dinklage, Eddie Izzard, Warwick Davis, Ken Stott y Vincent Grass. En la película, los cuatro hermanos Pevensie regresan a Narnia para ayudar al príncipe Caspian en su lucha por el trono contra su corrupto tío, el rey Miraz.
El trabajo en el guion de la película comenzó antes del estreno de El león, la bruja y el armario, por lo que el rodaje pudo comenzar antes de que los actores crecieran demasiado para sus papeles. El director Andrew Adamson quería hacer la película más espectacular que la primera y creó una secuencia de acción que no aparece en la novela. Los narnianos fueron diseñados para parecer más salvajes mientras se escondían de la persecución, lo que enfatiza el tono más oscuro de la secuela. Los realizadores también adoptaron una influencia española para la raza antagónica de los Telmarinos. El rodaje comenzó en febrero de 2007 en Nueva Zelanda, pero a diferencia de la película anterior, la mayor parte del rodaje tuvo lugar en Europa Central, debido a los decorados más grandes disponibles en esos países. Para mantener bajos los costos, Adamson optó por basar la postproducción en el Reino Unido, debido a los recientes créditos fiscales allí.
Las Crónicas de Narnia: El Príncipe Caspian se estrenó el 7 de mayo de 2008 en el Teatro Ziegfeld de la ciudad de Nueva York, antes de su estreno en cines el 16 de mayo en los Estados Unidos y el 26 de junio en el Reino Unido por Walt Disney Pictures . La película recibió críticas generalmente positivas de los críticos. Muchos elogiaron las actuaciones y los efectos visuales; sin embargo, el tono más oscuro de la película y los temas maduros generaron opiniones polarizadas. Fue un éxito moderado en taquilla, recaudando 55 millones de dólares durante su primer fin de semana. Al final de su carrera teatral, había recaudado 419,6 millones de dólares en todo el mundo, convirtiéndose en la décima película más taquillera de 2008.
Prince Caspian fue la última película de Las Crónicas de Narnia coproducida por Walt Disney Pictures, ya que 20th Century Fox se convirtió en distribuidora de la siguiente película, Las Crónicas de Narnia: La travesía del Viajero del Alba (2010), debido a disputas presupuestarias. entre Disney y Walden Media, pero como resultado de que Disney finalmente compró 21st Century Fox en 2019, Disney ahora posee los derechos de todas las películas de la serie. 

## Argumento
Narnia ha sido invadida por los telmarinos y la mayoría de sus antiguos habitantes, las criaturas mitológicas, han sido expulsadas. Por esta causa, los supervivientes están escondidos en un bosque encantado. El rey Miraz (Sergio Castellitto) acaba de tener un hijo y la vida del heredero al trono, el príncipe Caspian (Ben Barnes), corre peligro. Es por ello que su profesor (Vincent Grass), le aconseja que escape, junto a un caballo y a un cuerno (perteneciente a Susan, el cual olvidó antes de partir de Narnia y volver a Londres), el cual debe utilizar únicamente si se encuentra en problemas. Cuando, en su huida, es perseguido por los telmarinos, hace sonar el cuerno.
Los hermanos Pevensie están en la estación de metro camino al internado en el que estudian en Londres y no imaginan que, después de un año de sus anteriores aventuras, van a volver a Narnia. El sonido del cuerno del príncipe Caspian provoca que el metro que estaba llegando a la estación pase rápidamente enfrente de ellos, y esto hace que la estación se transforme en una cueva en medio de una gran playa y, los hermanos, al instante descubrieron que habían vuelto a Narnia, ya ahí descubren que allí no ha transcurrido un año: han sido mil trescientos. Por su parte, el príncipe ha sido capturado por el enano Ninabrik (Warwick Davis) y el tejón Buscatrufas. Cuando descubren quién es, deciden llevarlo a su guarida con tal de protegerlo, pero, en el camino, se encuentran con los soldados del rey y Buscatrufas resulta herido en la huida. Este hecho provoca que Caspian sea visto más como un culpable que un merecedor de estar protegido en el bosque, pero Buscatrufas les dice a sus compañeros mitológicos que fue el príncipe quien hizo sonar el cuerno. En ese momento, llegan varios centauros y Caspian aprovecha la velada nocturna para pactar con ellos por la paz.  
Peter (William Moseley), Susan (Anna Popplewell), Edmund (Skandar Keynes) y Lucy (Georgie Henley),  rescatan a un enano llamado Trumpkin (Peter Dinklage), de ser asesinado por dos guardias telmarinos. En agradecimiento, les sirve de guía para llegar hasta el príncipe Caspian. Por desgracia, el grupo se pierde porque, al haber pasado más de un milenio, los hermanos no reconocen el país y tienen que cruzar el Gran Río. Lucy dice ver al león Aslan, pero Peter y Susan no le creen. El único que confía en su palabra es Edmund. Durante su camino, se encuentran con el ejército del rey Miraz, que está construyendo un puente en los vados de Beruna. Sin embargo, después del largo camino, consiguen bajar el Gran Río (gracias a una señal de Aslan), y encuentran a Caspian, que por entonces, se ha unido a los narnianos para enfrentarse a su tío. 
El ejército narniano se refugia en el Altozano de Aslan, un montículo de rocas, construido sobre la Mesa de Piedra. Deciden atacar al castillo de Miraz, el cual se encuentra desprotegido, ya que las tropas se han desplazado para atacar el Altozano. Pero, debido a la imprudencia de Caspian, el ataque resulta un fracaso. Por ende, se libra una batalla donde mueren muchos de ambos bandos. Miraz ordena cerrar la puerta del castillo, impidiendo la salida de los narnianos, sin embargo, un anciano Minotauro llamado Asterius impide que se cierre sosteniendo el gran peso de esta. Peter ordena una retirada, y todos los narnianos comienzan a irse, mientras Miraz ordena a sus arqueros disparar sobre el enemigo (a pesar de que muchos de sus hombres siguen en el patio enfrentándose a los invasores). Miraz le dispara al toro en el corazón, el cual, a causa del disparo, no logra resistir el peso de la reja por mucho más tiempo y cae con la puerta del castillo encima, lo que hace que, casi la mitad del ejército, se quede dentro del castillo y muera en manos de los telmarinos.
Después de evitar que Jadis, la Bruja Blanca (Tilda Swinton) regrese a Narnia, a Caspian y a sus aliados no les queda más remedio que enfrentarse a las tropas de Miraz frente al Altozano. Mientras tanto, Lucy y Susan parten en busca de Aslan. Para ganar tiempo, el campo se convierte en un combate personal entre Peter y Miraz. Ambos empiezan a luchar a muerte, pero después de tener a un Miraz moribundo, Peter no lo mata y decide darle la espada a Caspian. Este decide dejarle el reino a los buenos narnianos, perdonándole la vida a su tío. Sin embargo, la aparente tregua termina cuando Miraz es asesinado por el lugarteniente, Lord Sopespian (Damián Alcázar), acusando de traición a los narnianos, aliados a Caspian. Por tal motivo, los dos ejércitos se enfrentan en una batalla y, cuando los narnianos estaban a punto de perder la batalla, Lucy encuentra a Aslan. El león despierta a los árboles de Narnia, permitiéndoles que acudan en ayuda del ejército narniano. Al final, en el puente construido por los telmarinos en el Gran Río, Aslan llama al dios del agua, quien ahoga al Lord Sopespian y a gran parte del ejército telmarino. Los narnianos vencen, y Caspian es coronado Rey de Narnia.
Concluida su misión, los hermanos Pevensie han de volver a su mundo. Antes de hacerlo, se les revela que ni Susan ni Peter volverán a Narnia, ya que aprendieron lo suficiente y deben vivir en su mundo. Por el contrario, Lucy y Edmund sí lo harán en un futuro. El rey Caspian y Susan, enamorados, se despiden con su primer y último beso. Despidiéndose de Narnia, los hermanos cruzan la brecha, abierta por Aslan, y vuelven de vuelta a Londres, en la misma estación de metro en el mismo momento en el que se fueron, pero al llegar Edmund pronto descubre que dejó olvidada su linterna.

## Reparto
| Actor                | Personaje                           |
| -------------------- | ----------------------------------- |
| Georgie Henley       | Lucy Pevensie                       |
| Skandar Keynes       | Edmund Pevensie                     |
| William Moseley      | Peter Pevensie                      |
| Anna Popplewell      | Susan Pevensie                      |
| Ben Barnes           | Príncipe Caspian                    |
| Sergio Castellitto   | Rey Miraz                           |
| Peter Dinklage       | Trumpkin                            |
| Warwick Davis        | Nikabrik                            |
| Vincent Grass        | Doctor Cornelius                    |
| Klára Issová         | Bruja que intentó resucitar a Jadis |
| Pierfrancesco Favino | General Glozelle                    |
| Cornell John         | Glenstorm                           |
| Damián Alcázar       | Lord Sopespian                      |
| Alicia Borrachero    | Reina Prunaprismia                  |
| Liam Neeson          | Aslan                               |
| Simón Andreu         | Lord Scythley                       |
| Predrag Bjelac       | Lord Donnon                         |
| David Bowles         | Lord Gregoire                       |
| Tilda Swinton        | Jadis, la bruja blanca              |

### Canciones de la Saga
| Intérprete     | Canción           | Nota                                         |
| -------------- | ----------------- | -------------------------------------------- |
| Regina Spektor | The Call          | Canción al final de la película.             |
| Lisbeth Scott  | Evacuating London | Canción que se repite de la primera película |
| Switchfoot     | This Is Home      | Canción al final de la película.             |

## Producción

### Guion
Antes del estreno de Las crónicas de Narnia: El león, la bruja y el armario, ya se había escrito el guion de la secuela El príncipe Caspian.  El director Andrew Adamson dijo que se tomó la decisión de seguir el orden de publicación de las novelas porque "si no lo hacemos ahora, nunca podremos hacerlo, porque los [actores] serán demasiado mayores". Príncipe Caspian, la segunda novela publicada de la serie, es la cuarta cronológicamente. The Horse and His Boy tiene lugar durante una época que sólo se insinúa en El león, la bruja y el armario.  Los escritores consideraron brevemente combinar Caspian con La travesía del viajero del alba, algo que la BBC hizo para su adaptación televisiva. 
Los guionistas Christopher Markus y Stephen McFeely querían explorar cómo se sintieron los Pevensie después de regresar de Narnia, pasando de ser reyes y reinas a un año incómodo como escolares. Señalaron: " [CS Lewis] no considera mucho cómo sería para un rey de Narnia volver a ser un escolar de los años 40". También decidieron introducir a los Pevensie nuevamente en Narnia más cerca del comienzo, para entrelazar las dos historias separadas de los Pevensie y Caspian, en contraste con la estructura del libro.  Se agregó un sentimiento de culpa por parte de los Pevensie, al ver la destrucción de Narnia en su ausencia,  al igual que la arrogancia de Peter para realzar el tema de la creencia: su arrogancia significa que no puede ver a Aslan. 
Adamson también deseaba hacer la película a mayor escala; "He ganado confianza después de pasar por el primero. Esta vez, pude ir a mayor escala, con más extras y escenas de batalla más grandes".  Inspirado en un pasaje de la novela donde Reepicheep dice que le gustaría atacar el castillo,  se creó una nueva escena de batalla en la que Peter y Caspian intentan asaltar el castillo de Miraz.  Adamson consideró que las imágenes de criaturas mitológicas griegas asaltando un castillo eran muy originales.  Markus y McFeely utilizaron la secuencia para ilustrar el conflicto de Peter y Caspian y la madurez de Edmund, en un esfuerzo por ajustar el guion utilizando la acción como drama. Adamson prefirió la sutileza a las escenas dramáticas y pidió a sus jóvenes actores que no actuaran enojados. Adamson copió a Alfred Hitchcock "diciéndole a la gente al final de la escena: 'Ahora dame algo en lo que no estés pensando en nada'. Al usarlo en contexto, la audiencia leerá una emoción en él". 

### Diseño
Andrew Adamson describió la película como más oscura, ya que tiene lugar "otros 1300 años después, [y] Narnia ha sido oprimida por los telmarinos durante un largo período de ese tiempo, por lo que es un lugar más sucio, más arenoso y más oscuro que el último mundo".  Y añadió: "Ésta es más bien una película para chicos. Es un mundo más duro. Los villanos son humanos y eso les da una actitud más realista".  Las criaturas fueron diseñadas por el veterano artista conceptual de terror y monstruos Jordu Schell  y supervisadas por Howard Berger, quien dijo que el Príncipe Caspian sería más medieval que El león, la bruja y el armario.  Junto a Adamson, los hijos de Berger criticaron sus diseños y ayudaron en el proceso:  su hijo pensó que las orejas del hombre lobo eran tontas, por lo que las hizo más pequeñas. 
Berger imaginó a los narnianos con una apariencia más salvaje, ya que fueron obligados a internarse en los bosques. También decidió aumentar la representación de distintas edades, tamaños y razas.  Las enanas negras se distinguen de las enanas rojas porque tienen más cuero y joyas, y una combinación de colores más oscuros en sus trajes.  Cada raza de criaturas también hizo que sus estilos de lucha fueran más distinguibles.  Los minotauros tienen mazas y los centauros usan espadas .  Los sátiros fueron rediseñados, ya que su creación en la primera película se había apresurado.  Se realizaron cuatro mil seiscientos trabajos de maquillaje, lo que Berger considera un récord. 
Los realizadores interpretaron a los Telmarinos, incluido Caspian, como españoles debido a sus orígenes piratas, lo que el productor Mark Johnson señaló que hacía de Caspian "un contraste con los [Pevensie] blancos como el lirio".  El diseñador de producción Roger Ford originalmente quería que los Telmarinos fueran franceses, ya que tenían una historia de confrontación con los ingleses, representados por los Pevensie. Esto se descartó porque el equipo no pudo filmar en el castillo de Pierrefonds, para la guarida de Miraz, por lo que optaron por la sensación española.  Weta Workshop creó cascos enmascarados para su ejército y placas frontales para los caballos vivos en el set. Los especialistas empuñan doscientas armas de asta en dos estilos diferentes, doscientos estoques de distintos diseños, más de cien bracamartes, doscientos cincuenta escudos y cincuenta y cinco ballestas. La propia espada de Caspian es una variación de las armas de la Guardia Real.  La diseñadora de vestuario Isis Mussenden recurrió a las pinturas de El Greco para inspirar los trajes de los Telmarinos.  Quería usar colores que parecieran "ácidos, calientes y fríos al mismo tiempo", a diferencia del rojo y el dorado que se ven en los soldados de Narnia.  Sus cascos enmascarados están basados en los conquistadores y samuráis .  Visitó los archivos de armaduras del Museo Metropolitano de Arte en busca de inspiración.  Se incorporó un emblema de águila en las guaridas de los personajes para hacerlos sentir fascistas. 

### Rodaje
Se dedicaron ocho meses a explorar lugares,  incluidos Irlanda,  China y Argentina,  antes de que se eligieran Nueva Zelanda, Praga, Eslovenia y Polonia.  Mientras que la película anterior se rodó predominantemente en Nueva Zelanda con algunos meses de rodaje en Europa Central, Adamson decidió que Nueva Zelanda carecía de suficientes escenarios de sonido para dar cabida a la escala más grande de la película.  La decisión de filmar la mayor parte de la película en Europa también permitió filmar durante el verano en ambos continentes,  aunque el clima resultó tan errático durante el rodaje que Adamson bromeó diciendo que le habían mentido. 

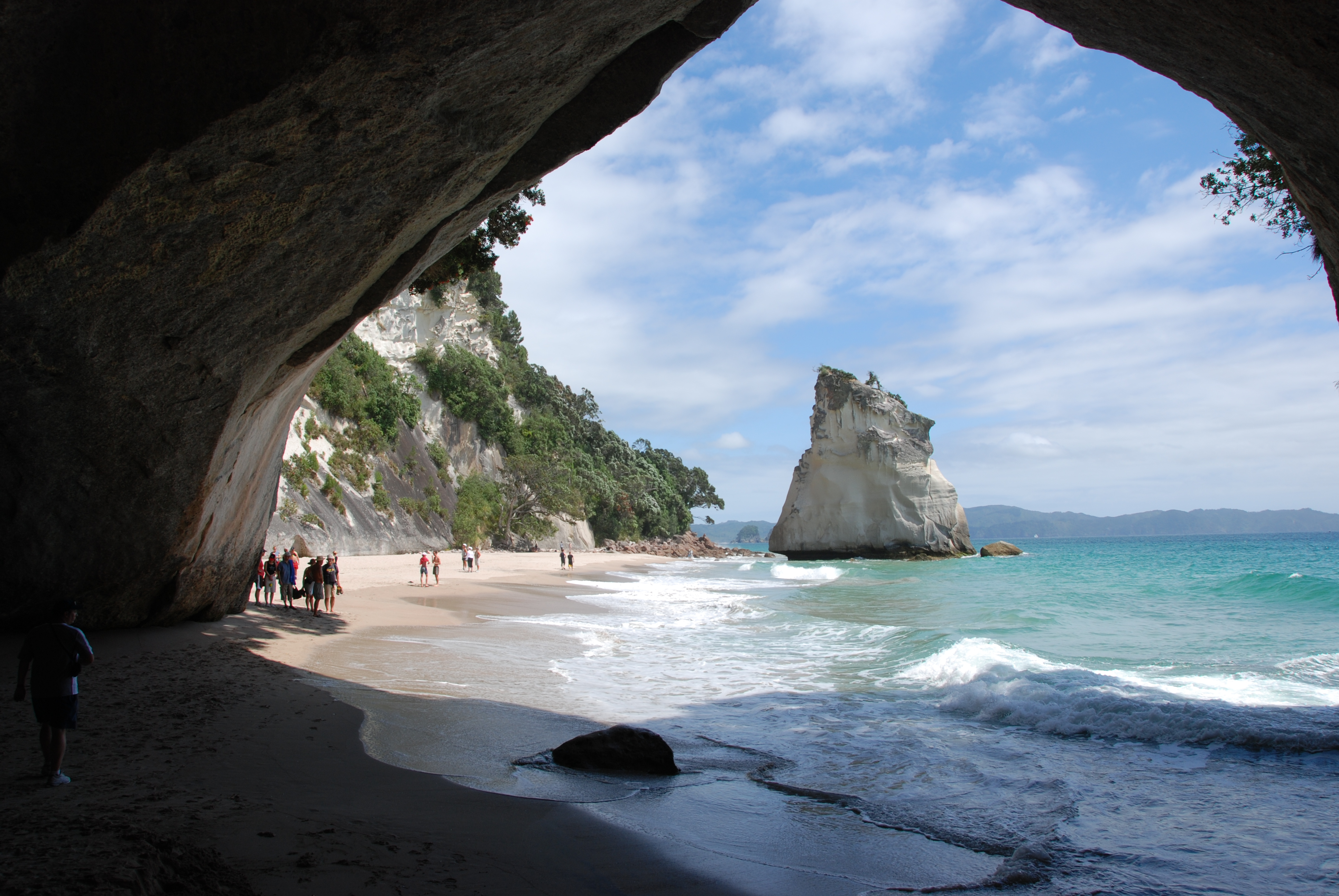
El regreso de los Pevensie a Narnia se rodó en Cathedral Cove debido a un arco que refleja el túnel del tren desde el que se transporta a los niños.

El rodaje comenzó el 12 de febrero de 2007 en Auckland .  La escena en la que los Pevensie regresan a las ruinas de Cair Paravel se rodó en Cathedral Cove. Los realizadores eligieron el lugar porque tenía un arco en forma de túnel, que recordaba el túnel del tren por el que entran los niños antes de ser convocados de regreso a Narnia.  Henderson Valley Studios se utilizó para la antigua sala del tesoro de los Pevensie y la estación de metro.  
El 1 de abril de 2007, el equipo comenzó a filmar en los estudios Barrandov de Praga.  Allí se crearon decorados como el castillo de Miraz, el How de Aslan y los escondites subterráneos de los narnianos.  Los 200 pies (61,0 m) El castillo se construyó a escala porque Adamson sintió que había abusado de los decorados digitales en la última película.  El castillo fue construido al aire libre durante el invierno, donde la temperatura bajaba a −4 grados Fahrenheit (−20 °C) .  El patio de Miraz es el escenario más grande en la carrera del diseñador de producción Roger Ford, incluida la película anterior de Narnia . How de Aslan se transformó en el escondite después de que terminó la filmación de esas escenas.  Para crear la guarida de Trufflehunter, el equipo de Ford colocó una cámara dentro de la guarida de un tejón para estudiar cómo debería verse.  El techo de la guarida tuvo que elevarse tres pulgadas porque Ben Barnes era demasiado alto. 
En junio de 2007 rodaron la batalla del puente cerca de Bovec, en el valle de Soča, Eslovenia.  El lugar fue elegido por su parecido con Nueva Zelanda. Se construyó un gran puente, que siguió el modelo del que construyó Julio César para cruzar el Rin .  Mientras que César supuestamente construyó su puente en diez días, los realizadores tuvieron alrededor de cuarenta. Sin embargo, el cronograma era corto, pero las autoridades solo les permitirían este tiempo de construcción para no interrumpir por completo las actividades normales de verano en el lago. Los realizadores hicieron una zanja para cambiar el curso del río, de modo que pudieran profundizar los lados drenados del lecho del río para que pareciera que uno podía ahogarse en él. El equipo también cortó 100 árboles para tomar fotografías de los telmarinos construyendo el puente; los árboles fueron trasladados al otro lado del río para decorarlos.  El puente estuvo en pie durante dos meses antes de ser desmantelado.  Como parte de la limpieza, los árboles talados y partes del puente se enviaron a una planta de reciclaje, mientras que otras partes del puente se enviaron al estudio para primeros planos contra una pantalla azul. 
Parte de la batalla se rodó en Ústí nad Labem, en la República Checa.  En el lugar solo se construyó la entrada a Aslan's How. Adamson quería que el duelo de Peter y Miraz pareciera único y no como un combate de esgrima controlado y demasiado coreografiado: Moseley y Castellitto comenzaron a entrenar para la escena en noviembre de 2006. El coordinador de especialistas Allan Poppleton hizo el doble de Castellitto en algunas tomas porque son similares en tamaño. Para tomas claustrofóbicas, se incorporaron cámaras en sus escudos.  La cámara principal se colocó en una pista de 360 grados que rodea la ruina en la que se desarrolla.  Los realizadores cavaron un gran agujero en el suelo para la escena en la que los narnianos hacen que los pilares que sostienen el crecimiento cerca de Cómo colapsen sobre los telmarinos de Aslan. Luego se restauró la tierra una vez finalizada la escena. También tuvieron que restaurar el césped tras filmar numerosas cargas de caballería. Se importaron 18.000 helechos a la República Checa para crear un bosque. Una escena rodada en Polonia, en la que se construyó un acantilado, tampoco tenía que dejar rastro alguno.  El rodaje finalizó el 8 de septiembre de 2007. 

### Efectos
Prince Caspian tiene más de 1.500 tomas de efectos especiales, más que las 800 tomas de efectos especiales de El león, la bruja y el armario, pero la película tuvo menos tiempo para completarlas.  La escala de los efectos especiales llevó a Andrew Adamson a basar la producción en el Reino Unido para aprovechar nuevos créditos fiscales. Por lo tanto, califica legalmente como una película británica.  Esto también significó que el director sólo tuvo que caminar cinco minutos desde la sala de montaje para supervisar los efectos.  Se contrató a las empresas británicas de efectos visuales Moving Picture Company y Framestore CFC para crear los efectos visuales junto con Weta Digital . Framestore trabajó en Aslan, Trufflehunter y la puerta en el aire; Scanline hizo el dios del río; Weta creó al hombre lobo, al oso salvaje y al castillo de Miraz; MPC y Escape Studios hicieron la batalla principal, la escena del túnel, el asalto al castillo, las escenas del consejo y todas las demás criaturas.   
Alex Funke, que trabajó en El Señor de los Anillos, dirigió la unidad de miniaturas de la película.  Estas incluyen miniaturas del castillo de Miraz a escala 1/24 y 1/100.  Se construyó un modelo a escala de los escondites de las cuevas de los Narnianos durante la batalla culminante, contra el cual fue filmado el actor que interpreta al gigante Wimbleweather.  Una de las mejoras realizadas con respecto a la película anterior fue hacer que los centauros caminaran durante las escenas de diálogo, por lo que Cornell John como Glenstorm usó Power Risers (zancos mecánicos con resortes), para imitar el galope y la altura de un caballo.  Las cabezas animatrónicas del Minotauro también se mejoraron para sincronizar correctamente los labios,  aunque esto no tuvo tanto éxito como se esperaba y tuvo que renovarse digitalmente. 
En la batalla culminante, 150 extras sustituyeron a los narnianos, mientras que 300 extras fueron utilizados para los telmarinos. Estos se duplicaron digitalmente hasta que aparecieron 1.000 narnianos y 5.000 telmarinos en pantalla. A los animadores les resultó más fácil crear centauros y faunos completamente digitales, en lugar de mezclar piernas digitales con actores reales.  Las dríadas fueron generadas íntegramente por computadora, mientras que en la primera película se habían compuesto pétalos digitales sobre actores.  Sin embargo, Adamson había optado por hacer que los centauros no usaran armadura, lo que significa que los animadores tenían que hacer que la articulación humano-caballo se comportara de manera más cohesiva. Combinar personajes digitales con actores, como cuando Lucy abraza a Aslan, se había vuelto más fácil desde la primera película, ya que la iluminación había mejorado.  Para lograr que Lucy abrazara a Aslan, Framestore incluso reemplazó el brazo de Georgie Henley con una versión digital.  Para los grifos, se creó una plataforma de control de movimiento para que los actores pudieran montar. La plataforma podría simular movimientos sutiles, como aleteos, para mayor realismo.  Adamson citó al dios del río como el personaje del que estaba más orgulloso. "Fue un efecto realmente magistral: controlar el agua de esta manera es increíblemente difícil", afirmó. "La [compañía de efectos visuales] nos dijo que habían estado esperando hacer una toma como esa durante diez años". 
La película presenta catapultas que se asemejan a molinos de viento, que pueden disparar rápidamente, y una balista que puede disparar tres proyectiles a la vez. Las versiones prácticas de estos eran de metal con fibra de vidrio pintada y envejecida para que pareciera madera en la parte superior. Weta creó los accesorios de los misiles lanzados por el equipo Telmarine. La versión práctica de la catapulta tenía la mitad superior pintada de azul, para crear una versión digital programada para un movimiento de disparo rápido. 

### Música
El compositor de El león, la bruja y el armario, Harry Gregson-Williams, comenzó a componer la secuela en diciembre de 2007. La grabación comenzó en Abbey Road Studios el mes siguiente y finalizó en abril de 2008. The Crouch End Festival Chorus,  la canción de Regina Spektor, "The Call", la canción de Oren Lavie, "Dance 'Round The Memory Tree" y la canción de Switchfoot, "This Is Home", aparecen en el banda sonora. Imogen Heap, que cantó "Can't Take It In" en la primera película, escribió una nueva canción que Gregson-Williams consideró demasiado oscura. 
La banda sonora de Gregson-Williams es más oscura para seguir el ejemplo de la película. Gregson-Williams quería que el tema de Caspian transmitiera una vulnerabilidad, que sonaría más vibrante a medida que se volviera más heroico. Originalmente usaba un compás de 3/4, pero la escena inicial requería un 4/4 y por eso se cambió. Para representar la astucia de Miraz, se invirtió el tema heroico de la primera película. Para Reepicheep, se utilizó una trompeta apagada para presentar su carácter militarista y organizado.  Gregson-Williams consideró arreglar su tema para un pequeño pennywhistle, pero descubrió que sonaba demasiado lindo y rompió la tensión del ataque nocturno. 

## Recepción
La película ha recibido reseñas positivas por parte de la crítica y de la audiencia. En el portal de internet Rotten Tomatoes, la película posee una aprobación de 67%, basada en 199 reseñas por parte de la crítica, mientras que de parte de la audiencia tiene una aprobación de 73%.
La página web Metacritic le ha dado a la película una puntuación de 62 de 100, basada en 34 reseñas, indicando "reseñas generalmente favorables". Las audiencias de CinemaScore le han dado una calificación de "A-" en una escala de A+ a F, mientras que en el sitio web IMDb los usuarios le han dado una puntuación de 10/10, sobre la base de más de 150 000 votos.

"Los espectáculos son fuertes, la narración del cuento es sólido y el paisaje es impresionante[...]El cuento es oscuro".
Leonard Maltin, crítico de cine que puntuó la película con tres de cuatro estrellas.

"La película es más oscura que la primera parte con la pérdida de la inocencia, tema significativamente más profundo."
Michael Rechtsfhaffen, crítico de The Hollywood Reporter

Pero, también recibió críticas negativas:

"Todos los héroes tienen acentos británicos, mientras que los antagonistas tienen apariencia mediterránea."
Alonso Duralde, crítico de la MSNBC

Como un dato que refuerza esta crítica, todos los actores que interpretaron los roles antagonistas son de origen latino. Incluso uno de sus productores no estuvo contento con el resultado:

"Cometimos algunos errores con esta película y no quiero hacerlo de nuevo. El film carece de algunas de las maravillas y la magia de Narnia. Fue demasiado duro para las familias, incluso para los niños."
Mark Johnson, productor de la saga Las crónicas de Narnia, en 2010